# Trudel Meisenburg
Trudel Meisenburg ist eine deutsche Romanistin und Hochschullehrerin.

## Leben
Nach dem Studium der Romanistik und Slavistik an den Universitäten Bonn und Toulouse und der Promotion (Bonn 1982, Dissertation: Fallstudie über das Okzitanische in Lacaune) in den Fächern Romanische Philologie, Okzitanisch, Slawische Philologie war sie wissenschaftliche Mitarbeiterin an der TU Berlin und im Sonderforschungsbereich Übergänge und Spannungsfelder zwischen Mündlichkeit und Schriftlichkeit an der Universität Freiburg im Breisgau. 
Nach der Habilitation in Freiburg im Breisgau 1994 ist sie seit 1999 Professorin für Romanische Sprachwissenschaft an der Universität Osnabrück. Dort war sie 2004/2005 Dekanin des Fachbereichs Sprach- und Literaturwissenschaft.
Ihre Arbeitsschwerpunkte liegen in den Bereichen Phonetik, Phonologie und Prosodie der romanischen Sprachen, Sprachvariation, Sprachvergleich innerhalb der Romania, historische Linguistik sowie Soziolinguistik.

## Werke (Auswahl)
- Die soziale Rolle des Okzitanischen in einer kleinen Gemeinde im Languedoc (Lacaune/Tarn), Niemeyer, Tübingen 1985, ISBN 978-3-484-52200-8 (Dissertation, Univ. Bonn 1982).
- Romanische Schriftsysteme im Vergleich: eine diachrone Studie, Narr, Tübingen 1996, ISBN 978-3-8233-4572-5 (Habilitation, Univ. Freiburg im Br. 1994).
- mit Maria Selig: Phonetik und Phonologie des Französischen, Klett, Stuttgart 1998, ISBN 978-3-12-939582-0.
- mit Maria Selig und Christoph Gabriel: Spanisch: Phonetik und Phonologie. Eine Einführung. Narr, Tübingen 2013, ISBN 978-3-8233-6722-2.
- mit Christoph Gabriel: Romanische Sprachwissenschaft. 4. Auflage, Brill Fink, Paderborn 2021, ISBN 978-3-8252-5779-8.